# バーチー県
バーチー県（バーチーけん、ベトナム語：Huyện Ba Tri / 縣𠀧知?）は、ベトナム社会主義共和国ベンチェ省の県。面積は354.8km²、人口は184,730人（2019年）である。

## 行政区画
1市鎮23社から構成される。